# Recital I (for Cathy)

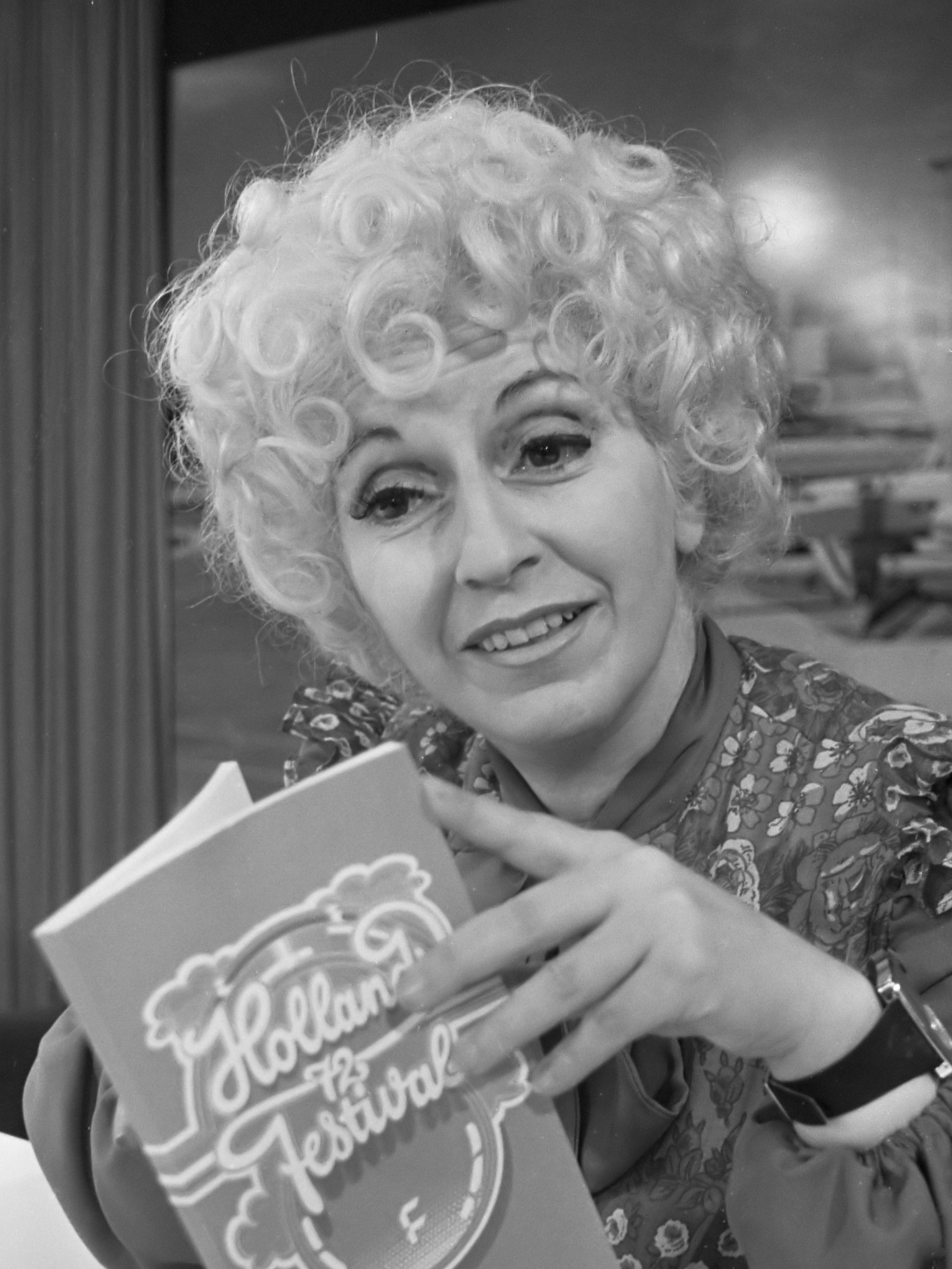
Cathy Berberian, épouse de Luciano Berio et destinatrice de l'œuvre.

Recital I (for Cathy) est une œuvre dramatique du compositeur italien Luciano Berio pour voix, deux pianos, clavecin et orchestre de chambre. Elle est écrite pour Cathy Berberian, dont Berio était l'époux de 1950 à 1964. Elle a été créée en 1972 par Berberian, accompagnée par le London Sinfonietta dirigé par Berio.

## Synopsis
Une chanteuse - qui est, dans la description de Berberian, non pas une chanteuse qui donne un récital mais une actrice-chanteuse qui joue le rôle d'une chanteuse donnant un récital - entre sur scène mais découvre que le pianiste qui doit l'accompagner n'est pas encore arrivé. Accompagnée par un clavecin en coulisses, elle commence son récital par une interprétation de Lettera amorosa et Lamento della ninfa de Claudio Monteverdi mais s'interrompt pour chercher le pianiste. Elle commence alors un long monologue parlé truffé de plus de quarante fragments musicaux, souvent très brefs, tirés du répertoire de Berberian, y compris des œuvres que Berio avait écrites pour elle, Avendo gran desio and Epifanie. A mesure que le récital avance, la descente de la chanteuse dans la folie est soulignée par des citations de Hamlet, Pierrot Lunaire et de scènes de folie tirées de Lucia di Lammermoor de Gaetano Donizetti et de Dinorah de Giacomo Meyerbeer. L'œuvre s'achève sur une prière ("Libera nos"), sa voix réduite à un demi-ton.

## Citations
Dans Quotation and Cultural Meaning in Twentieth-Century Music de David Metzer, les sources des fragments musicaux cités dans Recital I (for Cathy) sont indiquées comme suit— les numéros de pistes et les indications de temps font référence au seul enregistrement qui existe du morceau (RCA 09026-62540-2, avec Berberian et le London Sinfonietta dirigé par Berio) :
1. Claudio Monteverdi, "Lettera amorosa" (track 1)
2. Claudio Monteverdi, "Lamento della ninfa" (track 2)
3. Claudio Monteverdi, "Lettere amoroso" (track 4, 1:02)
4. Johann Sebastian Bach, Ich nehme mein Leiden mit Freuden auf mich de la cantate BWV 75 Die elenden sollen essen (track 4, 1:25 et 1:37)
5. Liturgia Armenia (track 4, 1:47)
6. Johann Sebastian Bach, Ich nehme mein Leiden mit Freuden auf mich de la cantate BWV 75 Die elenden sollen essen (track 4, 2:03)
7. Maurice Ravel, "Chanson épique" from Don Quichotte à Dulcinée (track 4, 2:42)
8. Henry Purcell, "Ye gentle spirits of the air" de The Fairy Queen (track 4, 2:57)
9. Friedrich Hollaender, "Ich bin von Kopf bis Fuß auf Liebe eingestellt", chanté par Marlene Dietrich dans le film Der blaue Engel (track 4, 3:44)
10. Manuel de Falla, "Polo" de Siete canciones populares españolas (track 4, 4:22)
11. Francis Poulenc, "Hôtel" de Banalités (track 4, 4:59)
12. Richard Wagner, "Träume" des Wesendonck Lieder (track 4, 5:34)
13. Gustave Charpentier, "Quelle belle vie" de Louise (track 4, 5:49)
14. Hugo Wolf, "Das verlassene Mägdlein" (track 4, 6:10)
15. Darius Milhaud, "La séparation" de Chants populaires hébraïques (track 4, 6:45)
16. Henry Purcell, "When I am laid in earth" de Dido and Æneas (track 4, 6:57)
17. Igor Stravinsky, "At home" des Cat's Cradle Songs (track 4, 7:22)
18. Jules Massenet, "Adieu, notre petite table" de Manon (track 4, 7:49)
19. Ernesto Berio, "Pioggerellina" (track 4, 8:28)
20. Luciano Berio, Epifanie (track 4, 8:48)
21. Luciano Berio, Avendo gran desio (track 5)
22. Leonard Bernstein, Lamentation from Jeremiah (track 6, 0:20)
23. Arnold Schoenberg, "Mondestrunken" de Pierrot Lunaire (track 6, 0:30)
24. Ambroise Thomas, Polonaise ("Je suis Titania") de Mignon (track 6, 0:41)
25. Georges Bizet, Recitative ("Je ne te parle pas") de Carmen (track 6, 0:46)
26. Citation non identifiée (track 6, 1:07)
27. Citation non identifiée (track 6, 1:24)
28. Maurice Ravel, "Placet futile" de Trois poèmes de Stéphane Mallarmé (track 6, 1:28)
29. Franz Schubert, "Der Tod und das Mädchen" (track 6, 1:48)
30. Modest Mussorgsky, "Song of the Flee" (track 6, 2:01)
31. Giovanni Paisiello, unidentified quotation (track 6, 2:21)
32. Giuseppe Verdi, "Cortigiani, vil razza dannata" de Rigoletto (track 6, 2:57)
33. Gustav Mahler "Oft denk' ich, sie sind nur ausgegangen"  des Kindertotenlieder (track 8, 0:21)
34. Reynaldo Hahn, "L'heure exquise" (track 8, 0:47)
35. Léo Delibes, "Air des clochettes"  de Lakmé (track 8, 1:21 and 1:29)
36. Gioachino Rossini, "Non più mesta" de La Cenerentola (track 8, 1:35 and 1:44)
37. Gaetano Donizetti, "Alfin son tua" de Lucia di Lammermoor (track 8, 2:18)
38. Georges Bizet, card scene from Carmen (track 8, 2:40)
39. Giacomo Meyerbeer, "Ombre légère qui suis mes pas" de Dinorah (track 8, 2:55)
40. Gaetano Donizetti, "O gioia che si sente" de Lucia di Lammermoor (track 8, 3:04)
41. Franz Schubert, "Der Jüngling an der Quelle" (track 8, 3:31)
42. Sergueï Prokofiev, "Fields of the dead" de Alexandre Nevski (track 8, 4:14)
43. Giacomo Meyerbeer, "Ombre légère qui suis mes pas" de Dinorah (track 8, 5:03)
44. Luciano Berio, Lied ("Libera nos") (track 9)